# Jacob 2/2
Jacob 2/2 (im Original Jacob Two-Two) ist eine kanadische animierte Fernsehserie, die auf einer Trilogie von Büchern von Mordecai Richler basiert und erstmals am 7. September 2003 vom kanadischen Kinderkanal YTV, Qubo in den Vereinigten Staaten und dem französisch-kanadischen VRAK.TV ausgestrahlt wurde. Die Ausstrahlung lief bis zum 3. September 2006. Die 62 Folgen umfassende Serie wurde von Nelvana und 9 Story Entertainment produziert. Ab dem Jahr 2005 wurde die Serie vom KiKA in Deutschland ausgestrahlt.

## Charaktere
Jacob
Als jüngstes von fünf Kindern bekam Jacob seinen Spitznamen Two-Two („Zwei-Zwei“), weil er immer alles zweimal sagen musste, um in seiner großen Familie gehört zu werden, als er kleiner war. Jetzt ein wenig älter, wiederholt er sich nicht so oft, fällt aber immer noch oft in diese alte Gewohnheit zurück. Weil er immer die Wahrheit sagt, verursacht er außerdem immer wieder Unruhe. Er schaut zu seinen Geschwistern auf, besonders zu Daniel, und wünscht, er hätte ihre Erfahrung und Weisheit. Seine Naivität macht ihn zu einem häufigen Ziel der Streiche seiner Zwillingsgeschwister Noah und Emma. Sein Sprecher ist Billy Rosemberg.
Morty
Jacobs Vater ist Schriftsteller und Autor einer Reihe von Abenteuerbüchern über The Amazing Ronald. Er verbringt seine Zeit zu Hause, schreibt an seinen Büchern, schaut seinem Eishockey-Lieblingsteam Montreal Marvels zu oder sitzt mit der Zeitung auf seinem Gesicht auf dem Sofa. Er liebt auch Witze und spielt mit seinen Kindern. Gesprochen wird er von Harvey Atkin.
Florence
Jacobs Mutter ist am glücklichsten, wenn sie voll mit Arbeit ausgelastet ist. Sie organisiert den Haushalt und ihre Familie und hat dazu noch einen Vollzeitjob. So beschäftigt, wie sie ist, schafft es Florence dennoch, schick auszusehen und scheinbar mühelos durch den Tag zu gehen. Gesprochen wird sie von Janet-Laine Green.
Daniel
Der Älteste der Geschwister ist ein abgehobener und zynischer Jugendlicher. Stets in schwarz gekleidet, ist er vertraut mit den neuesten Bands und Musik. Daniel hat nicht viel Zeit für Jacob, aber gelegentlich bietet er seinem Bruder seine Sicht der Welt. Er wurde zuerst von Jeff Berg gesprochen, später von Rob Tinkler.
Marfa
Jacobs ältere Schwester ist sowohl akademisch als auch künstlerisch begabt. Marfa steckt tief in der Pubertät und lässt das oft an ihrer Umgebung aus. Mit ihren eigenen Sorgen beschäftigt, hat Marfa noch weniger Zeit für Jacob als Daniel. Überzeugt, dass Jacob alles ruiniert, was er berührt, lässt sie ihn nicht in die Nähe ihrer Sachen. Für Jacob lebt sie in einer geheimnisvollen Welt, die er überhaupt nicht versteht. Gesprochen wird sie von Jocelyn Barth.
Noah und Emma
Jacobs ältere Zwillingsgeschwister Noah und Emma sind aufgeweckt, sportlich und voller Ideen. Sie haben ihren eigenen geheimen Klub, Kid Power, und verbringen lange Stunden in ihrem Clubhaus im Hof, um imaginäre Schlachten als ihre Alter Egos zu kämpfen: die unerschrockene Shapiro (Emma) und der furchtlose O’Toole (Noah). Sie erlauben Jacob nicht, in ihr „Clubhaus“ zu gehen, was es ihm nur noch reizvoller erscheinen lässt. Noah wird von Marc McMulkin gesprochen, Emma von Kaitlin Howell.
Buford Orville Gaylord Pugh
Buford ist ein seltsames kleines Kind mit einer Reihe von unglücklichen Namen. Sein Mangel an Angst und Sorgen rührt nicht von einem Mangel an Intelligenz her, sondern von Konzentrationsschwierigkeiten. Oft erzählt er sinnlose, mäandernde Geschichten. Buford und Jacob kamen beide neu in die Schule und freundeten sich schnell an. Gesprochen wird Buford von Kristopher Clark.
Renée Ratelle
Zunächst kommen Renée und Jacob nicht gut miteinander zurecht, nachdem Jacob in die Klasse kam. Später tut sich Renée mit Jacob und Buford zusammen, um ein Geheimnis zu lösen. Renée ist ein Hitzkopf und denkt nicht immer nach, bevor sie handelt. Jacobs Rolle wird es, ihren Enthusiasmus zu bändigen. Sie wird von Julie Lemieux gesprochen.

## Episoden
| Staffel | Episoden | Erstausstrahlungen | Erstausstrahlungen |
| Staffel | Episoden | USA                | Deutschsprachig    |
| ------- | -------- | ------------------ | ------------------ |
| 1       | 13       | 7. September 2003  | 8. Februar 2005    |
| 2       | 13       | 22. Februar 2004   | 25. Februar 2005   |
| 3       | 12       | 14. Oktober 2004   | 30. Mai 2007       |
| 4       | 14       | 13. März 2005      | 10. Juni 2009      |
| 5       | 10       | 9. Juli 2006       | 29. Juni 2009      |